# Tetraonyx panamensis
Tetraonyx panamensis es una especie de coleóptero de la familia Meloidae.

## Distribución geográfica
Habita en Panamá.